# Местные марки Ныо
Местные марки Ныо — местный выпуск почтовых марок, который состоялся в Ныо (Эстония) в середине июля 1941 года. В настоящее время почтовые марки этого выпуска являются филателистической редкостью.

## Описание
Марки СССР четвёртого (ЦФА [АО «Марка»] № 556, 558) и шестого (ЦФА [АО «Марка»] № 693—695) стандартных выпусков снабжены надписью от руки на одной или двух марках эст. «Eesti Post» («Эстонская почта») чёрными, красными или зелёными чернилами. Надписи выполнены двумя разными почерками.
Для гашения использовался штемпель с надписью: «Nõo / A / Eesti».

## История
Серия из пяти почтовых марок номиналом в 5, 10, 15, 20 и 30 копеек, взятых из стандартных выпусков СССР 1936—1939 годов, вышла в местечке Ныо на юге Эстонии в середине июля 1941 года, по инициативе почтовых работников. Все пять марок имеют надпись от руки чёрными, красными или зелёными чернилами. Надписанные марки использовались в качестве знаков почтовой оплаты непродолжительное время — до 13 августа 1941 года. Этот период характерен тем, что советские войска уже покинули Эстонию, а оккупировавшие республику части вермахта ещё не сформировали органы местного управления.
Известно 100 экземпляров, в основном, 5-копеечных миниатюр, надпись на которых была сделана чёрными чернилами; 50 экземпляров, главным образом, номиналами в 10 и 20 копеек, — красными и 150 экземпляров — зелёными чернилами. Встречаются подделки.

## Филателистическая ценность
Филателистическое значение марки этого выпуска имеют только на подлинной корреспонденции или при наличии ясного почтового гашения. По мнению британского филателиста Яна Стоуна, марки Ныо входят в число ста самых редких миниатюр мира и их аукционная стоимость может составить 5000 долларов США.